# Kobajjep
Kobajjep és un petit poble situat a Síria, a la governació de Deir ez-Zor, de 125 persones. El poble està situat a l'est del país. El desembre del 2020 fou l'escenari d'un atac de Daeix a un autobús que deixà com a mínim 28 morts.